# Telekomunikační podvod
Telekomunikační podvody, případně telefonní podvody, je zneužívání telekomunikačních služeb nebo produktů s úmyslem nelegálně získat peníze od telekomunikačních společností nebo jejich zákazníků, případně vyhnout se placení za telekomunikační služby.
Operátoři průběžně zavádějí opatření pro minimalizaci těchto podvodů a snížení ztrát z nich plynoucích. Údaje o skutečných ztrátách a plány nápravných opatření však obvykle drží v tajnosti.
Podle průzkumu uskutečněného v roce 2011 sdružením Communications Fraud Control Association (CFCA), kterou vytvořily telekomunikační firmy a mobilní operátoři pro boj proti podvodům, byly na prvních pěti místech podle škod oznámených operátory následující kategorie podvodů:
- 4,96 miliard dolarů – zneužívání pobočkových ústředen nebo systémů hlasových schránek
- 4,32 miliard dolarů – krádeže identity nebo předplatného
- 3,84 miliard dolarů – podvody s přeúčtováním mezinárodních poplatků
- 2,88 miliard dolarů – obcházení zákonem vynucovaných pravidel komunikace
- 2,40 miliard dolarů – podvody s hotovostí

## Typy podvodů

### Podvody telefonních společností proti zákazníkům
- Cramming je účtování poplatků za volání nebo služby, které si účastník nepřál, neobjednal nebo o kterých nebyl řádně informován. Tyto poplatky často požadují nepoctiví dodavatelé dat a komunikačních služeb, které musí podle zákona telefonní společnosti zahrnout do účtu.
- Slamming je jakákoli podvodná, neautorizovaná změna zvoleného meziměstského nebo místního mobilního operátora nebo poskytovatele DSL služby pro přístup k Internetu, nejčastěji prováděná nepoctivými dodavateli, kteří se snaží profitovat z přesměrování služeb konkurenčního poskytovatele na sebe.
- False Answer Supervision je špatná konfigurace zařízení telefonní společnosti (neúmyslná nebo úmyslná), která způsobuje, že se hovor začne účtovat již při vyzvánění na vzdáleném telefonu, i když je linka obsazená nebo hovor není uskutečněn. Cena nemusí být nijak velká, ale díky opakování mohou účastníci platit nezanedbatelné částky za hovory, které nebyly nikdy uskutečněny.[2]

### Podvody třetích stran proti zákazníkům
- Provolávání pobočkové ústředny může být zneužito uskutečněním hovoru do firmy s požadavkem přesměrováním hovoru na vnější, zpoplatněné, číslo.[zdroj?] (ve Spojených státech typicky vytočením "9-0", protože 9 se používá pro přechod na vnější linku, a 0 pro připojení na veřejnou telefonní síť.) Volání pak vypadá, že bylo uskutečněno firmou, která vlastní pobočkovou ústřednu (místo původním podvodným volajícím), a bude této firmě účtováno.[zdroj?] K získání přístupu může být použit podvod, jako vydávání se za zaměstnance telefonní společnosti, který „testuje systém“ nebo „instaluje software“) nebo úplatky a tajné dohody s nepoctivými zaměstnanci.[zdroj?]
- Variantou je podvod s přesměrováním hovoru, kdy podvodník přinutí účastníka k přesměrování hovoru ze svého čísla buď na meziměstské číslo nebo na číslo, které od telefonní společnosti dostává část poplatků za příchozí hovory. Nic netušící účastník pak dostane vysoký účet za uskutečněné meziměstské nebo hovory nebo spojení na prémiová čísla.[3]
- Podobné schéma zahrnuje přesměrování jednotlivé pobočkové ústředny na meziměstské nebo zámořské číslo; vlastník pobočkové ústředny musí platit poplatky za všechna tato volání. VoIP servery jsou často zahlcovány požadavky, které se použitím hrubé síly snaží registrovat falešné externí linky (které pak mohou být přesměrovány nebo použity pro volání) nebo na přímo volání na SIP adresy, které vyžadují po bráně vnější čísla; protože se jedná o počítače, bývají cílem pro Internetové crackery.
- Autodialery mohou být používány k různým nepoctivým účelům včetně telemarketingových podvodů nebo dokonce jako War dialing. War dialers jsou pojmenovány podle scény z filmu WarGames z roku 1983, v němž 'cracker' naprogramoval domácí počítač, aby vytáčel všechna čísla na ústředně a vyhledal linky s modemy, které automaticky odpovídají. Sekvenční zkoušení čísel lze snadno odhalit, pseudonáhodné ne.[4]
- Ve Spojených státech vlastníci veřejných telefonních automatů (anglicky customer-owned coin-operated telephones, COCOTs) dostávají 60 centů za každé volání, které provedou jejich uživatelé na bezplatné telefonní číslo, přičemž poplatky se účtují volanému číslu. Podvodný vlastník veřejného telefonního automatu tak může vytáčet špatná čísla začínající 1-800 a dostávat peníze za „volání přijaté z veřejného telefonního automatu“ s obrácenými poplatky.
- Autodialery se používají mimo jiné pro různá krátká volání především na mobilní telefony tvářící se jako zmeškaná volání z čísla, které je buď prémiové nebo obsahuje reklamní zprávy, ve víře, že některý z volaných zavolá zpět.[5] Pro tento druh podvodů se používá japonský název Wangiri (doslova „jednou zazvonit“), protože byly zvláště rozšířené v Japonsku.
- Podvody 809 mají jméno podle předčíslí +1-809, které dříve používala většina ostrovů v Karibiku (od té doby byly rozděleny na více předčíslí, což zvyšuje zmatek). Čísla vypadají jako kanadská nebo americká telefonní čísla, ale jde o předražená mezinárodní volání, která obcházejí zákony ochranu zákazníků, kterými se mají řídit prémiová čísla sídlící v domovské zemi oběti. Některé inzerují sex po telefonu nebo jiný, obvykle prémiový, obsah. K dalším variantám tohoto schématu patří zanechávání nevyžádaných zpráv na pageru nebo falešná tvrzení, že příbuzný se ocitl v nouzi, s cílem přimět uživatele k zavolání na cizí číslo, přičemž při hovoru se snaží udržet oběť na telefonu co nejdéle, aby protelefonovaná částka byla co nejvyšší.[6]
- Novější varianta 809 podvodu spočívá v zavolání na mobilní telefon v naději, že zvědavá (nebo naštvaná) oběť zavolá zpátky.[7] Ve skutečnosti se jedná o Wangiri, ale místo původní předvolby +1-809 se používá například 1-473 (Grenada), která vypadá jako vnitrostátní volání po USA, ale vede k mezistátnímu volání na některý z ostrovů v Karibiku.[8]
- Předplacené telefonní karty nebo jsou také velmi zranitelné na podvodné používání;[zdroj?] tyto karty obsahují číslo nebo přístupový kód, který lze vytočit, pro účtování poplatků za volání do celého světa z karty. Kdokoli obdrží přístupový kód, může jej zneužít pro uskutečňování nebo přeprodání zpoplatněných hovorů.[zdroj?]
- Přístupové kódy operátorů byly ve svých počátcích zneužívané podvodníky s telefonním sexem;[zdroj?] Čísla služeb poskytujících sex po telefonu se podvodně prezentovala jako volání přes síť alternativního meziměstského operátora, aby se provozovatelé vyhnuli zákonům na ochranu spotřebitele, které zabraňují, aby američtí telefonní účastníci přišli o místní nebo meziměstské služby kvůli volání na prémiová čísla +1-900 nebo 976. Tato díra je nyní uzavřená.[zdroj?]
- Kód oblasti 500 a jeho překryvy dovolují ve Spojených státech „follow-me routing“, při kterém, pokud číslo bylo přesměrováno na nějakou drahou službu, bude volajícímu účtováno volání na toto číslo. Podobné problémy existovaly také pro kód oblasti 700, protože tato čísla jsou závislá na operátorovi pro dálkové telefonní hovory (s výjimkou 1-700-555-4141, které identifikuje telefonního operátora). Tyto služby kvůli své nepředpověditelnosti a potenciálně vysokým cenám nikdy nedošly velkého rozšíření.
- Telemarketingové podvody mají různé formy, podobně jako poštovní podvody: nejsou neobvyklé žádosti o prodej zboží nebo investice, které jsou bezcenné nebo nebudou nikdy vyplacené nebo vyžadování darů pro charitativní organizace.[zdroj?] Volající[kdo?] se často vydávají za pomoc nemocným, invalidům nebo seniorům;[zdroj?] Také se často[kdy?] objevují podvody, při kterých se volající snaží získat informace o bankovním účtu nebo platební kartě.[zdroj?] Další variantou je volání do kanceláří firem se žádostí o sdělení typu různých kancelářských zařízení (například kopírek) a dodávání nevyžádaného materiálu pro tyto stroje a platbu uměle nafouknuté ceny.[zdroj?]
- Caller ID spoofing mohou podvodníci použít, aby se vydávali za nějakou důvěryhodnou instituci (například za banku nebo družstevní záložnu), policii nebo jiné úřední orgány. Taková volání mohou být zneužívána pro vishing, kdy se podvodník vydává za důvěryhodný protějšek, aby podvodně obdržet finanční nebo osobní informace.
- Zpožděné ukončování hovorů v některých telefonních ústřednách v Británii může být zneužito pro různé formy podvodů. Z obskurních historických důvodů byl systém navržen tak, že krátce poté, co volaný účastník zavěsí, může se k hovoru připojit z jiné linky. Pokud zavolá podvodník, který se vydává za banku nebo policii, volaný účastník s ním ukončí hovor a pokusí se zavolat policii nebo na instituci, za kterou se podvodník vydával, bude stále hovořit s podvodníkem, protože původní hovor nebyl ukončen.[9]
- Bezdrátové telefony bývají méně bezpečné než mobilní telefony; pomocí komunikačních přijímačů nebo rádiových scannerů je možné zachytit komunikaci používající analogovou technologii a pomocí bezdrátového telefonu stejného nebo podobného modelu, jako jako je cílový systém, může být dokonce možné volat prostřednictvím bezdrátové základnové stanice, která nepoužívá autentizaci. Zastaralé analogové mobilní sítě, které to umožňovaly, jsou již mimo provoz, ale zastaralé bezdrátové telefony mohou být někde stále používány.
- IRS impersonation scam v roce 2015 používal indická call centra pro volání americkým nebo kanadským občanům, od kterých vyžadoval „nezaplacené daně“; volající se vydávali za úředníky Internal Revenue Services (amerického finančního úřadu).[10] K podobným podvodům, kdy se volající vydává za úředníka patří SSA impersonation scam.
- Každý den přicházejí stovky podvodných volání směřujících na pevninskou čast USA, které slibují příjemci grantové peníze od federální vlády, ale požadují „malý administrativní poplatek“,[11] přestože vládní granty platbu žádných poplatků nevyžadují.
- V 80. letech 20. století bylo častou formou podvodů přinucení dětí (často pomocí televizních reklam například během sobotních ranních televizních seriálů), aby zavolaly na prémiové číslo bez vědomí svých rodičů, někdy spojené s výzvou, aby dítě podrželo sluchátko u televizoru, který přehrával DTMF tóny pro automatické vytočení prémiového čísla.[12] Tyto praktiky jsou nyní ve Spojených státech nezákonné.
- Telefonní podvod Can You Hear Me? byl údajně používán ve Spojených státech a Kanadě v roce 2017 pro získání falešného souhlasu s nákupem nevyžádaného zboží.

### Podvody mezi telekomunikačními společnostmi
- Interconnect fraud je falšování záznamů služeb telefonním nebo mobilním operátorem, aby byly úmyslně chybně spočítají peníze, které má jeden operátor zaplatit jinému. Týká se spojení z jedné sítě do jiné sítě nebo přes další síť.[zdroj?]
- Refiling je forma propojovacího podvodu, při které jeden mobilní operátor neoprávněně manipuluje s CID (Callind-ID) nebo s Automatic Number Identification (ANI) daty, aby zfalšoval číslo, ze kterého přicházelo volání před přesměrováním volání na konkurenci. Refilling a propojovací podvody stručně plnily novinové titulky v následky finančním potížím firmy Worldcom; refilling schéma je založené na podivnosti systému, který používají telekomunikační společnosti pro vyrovnání vzájemných poplatků, kdy dva hovory na stejné místo, mohou mít různou cenu, kvůli tomu, že se liší původce hovorů. Obvyklý způsob výpočtu plateb mezi telekomunikačními společnostmi používá pro určení podílu z výnosu za každý hovor podíl z celkové vzdálenosti, na kterou každá telekomunikační společnost uskutečnila spojení; refilling zkresluje data potřebná pro uskutečnění těchto výpočtů.[zdroj?]
- Grey routes jsou VoIP brány, které propojují mezinárodní volání a chybně je označují jako volání z místního mobilního telefonu. Tyto operace využívající „SIM boxy“ jsou běžné ve státech třetího světa s přemrštěnými oficiálními mezinárodními sazbami kvůli přísné kontrole jednoho státem podporovaného monopolu nebo nadměrnému zdanění příchozích mezinárodních hovorů. Vlády, které se domnívají, že mohou požadovat extrémní ceny za příchozí mezinárodní volání, často dokonce mnohem výší než je cena odchozích volání do stejné země, vytvářejí zákony proti jakýmkoli soukromě vlastněným, nezávislým, konkurenceschopným VoIP branám, tím, že označují takové operace jako „obcházení zákona“, což způsobuje stažení takových firem z trhu nebo jejich přechod do ilegality.[zdroj?] Protože VoIP brány v takto regulovaném prostředí obvykle nemají přístup k T1 linkám, ISDN rozhraní PRI (primary rate interface) rozhraní nebo k páteřním linkám jako pobočkové ústředny, jejich operátoři jsou přinuceni využívat zařízení se sadou Internetové telefonie na jedné straně a velkým počtem mobilních SIM karet a mobilní telefony na druhé straně, aby volání vypadala jako by přicházela od místních mobilních účastníků.

### Podvody zákazníků proti telefonním společnostem
- Subscription fraud: může být podepsání smlouvy s nepravdivým jménem nebo s úmyslem neplatit.[zdroj?]
- Podvody s hovory na účet volaného: většina automatizovaných systémů umožňujících hovory na účet volaného dovoluje, aby volající zaznamenal krátký zvukový úryvek, která má umožnit identifikaci volajícího, aby se volaný mohl rozhodnout, zda přijme hovor, za který má platit. Automatizované systémy umožňují volajícímu zdarma uložit libovolnou několikasekundovou zprávu, aby se příjemce mohl rozhodnout, zda chce hovor zaplatit. Variantou může být odmítnutí hovor na účet volaného s vyšší cenou a zavolat příslušné osobě zpět za nižší cenu.
- Podvody se systémy umožňující volání konkrétní osobě. Tyto systémy s podporou operátora umožňovaly platit pouze, pokud se podařilo dosáhnout určitou osobu. Po předchozí domluvě mohl volající použít jméno neexistující osoby jako kódové slovo, příjemce by odmítl hovor, a za přenesenou informaci by nikdo nezaplatil.
- Úmyslné nevrácení zapůjčeného zařízení (jako například pobočných telefonů) při stěhování na novou adresu. Zařízení pak může být používáno v nové lokaci bez placení měsíčních poplatků za jeho pronájem. Tento druh podvodů je nyní řídký, protože většina telefonů a příslušenství se zájemcům nyní nepronajímá, ale prodává.

### Podvody třetích stran proti telefonním společnostem
- Phreaking je využívání nedokonalostí telefonní sítě k různým účelům, především pro neautorizovaná volání. První phreakeři ve Spojených státech používali různá zařízení generující řídicí tóny; například 2600 hertz blue box tón pro uvolnění meziměstské linky pro okamžité znovupoužití nebo red box simulující tón, kterým veřejný telefonní automat oznamoval ústředně, že přijal minci.[zdroj?] V některých případech používali phreakeři metody sociálního inženýrství, aby přiměli zaměstnance telekomunikační společnosti k vyzrazení technických informací.[zdroj?] Tyto první prostředky většinou přestaly fungovat po přechodu na digitální ústředny používající signalizaci mimo přenosové pásmo. I v pozdějších letech však existovalo mnoho oblastí světa[jaké?], kde byly tyto řídicí tóny stále používané, a kde k podvodům tohoto druhu stále docházelo.[zdroj?] Historie telefonního phreakingu ukazuje, že určitá část 'phreaků' používala své rozsáhlé znalosti sítě pro pomoc telefonním společnostem,[zdroj?] mnoho phreaků však používalo a stále používá své znalosti telekomunikačních sítí pro osobní obohacení.[zdroj?]
- Pokročilejší variantou je přeprogramování telefonní ústředny, při kterém se vytvoří kde neautorizovaná „zadní vrátka“ umožňující přístup k telefonní síti nebo k systému účtování hovorů a tím k bezplatnému telefonování. Získaný přístup pak může být přeprodán jiným zákazníkům.[zdroj?]
- Zobrazování jména volajícího (CNAM) může být zneužito pro data mining, kdy nepoctivý uživatel získá linku (pevnou nebo mobilní) se zobrazování jména volajícího a pomocí zařízení pro automatické volání (autodialer) pak opakovaně volá na toto číslo, přičemž používá caller ID spoofing, aby každý hovor vypadal, že jde z jiného čísla. Žádný z hovorů se neskuteční, ale telefonní společnost musí každé číslo vyhledat (CNAM databáze „dip“), aby mohla zobrazit jméno účastníka ze svých záznamů. Takto získaný seznam jmen a čísel (může jít jak o pevné tak mobilní linky) pak může být prodáván firmám, které se zabývají telemarketingem.[13]
- Veřejné telefonní automaty byly také zneužívány pro příjem podvodných hovorů na účet volaného; většina mobilních operátorů[kdo?] proto znemožňovala přijetí přicházejícího hovoru nebo vypínala ve veřejných telefonních automatech zvonění.[zdroj?]
- Klonování karet bylo používáno jako prostředek kopírování electronic serial number a telefonního čísla telefonu jiného účastníka na jiný (klonovaný) telefon. Poplatky za služby jsou pak účtovány majiteli zkopírované karty.